# 트리노

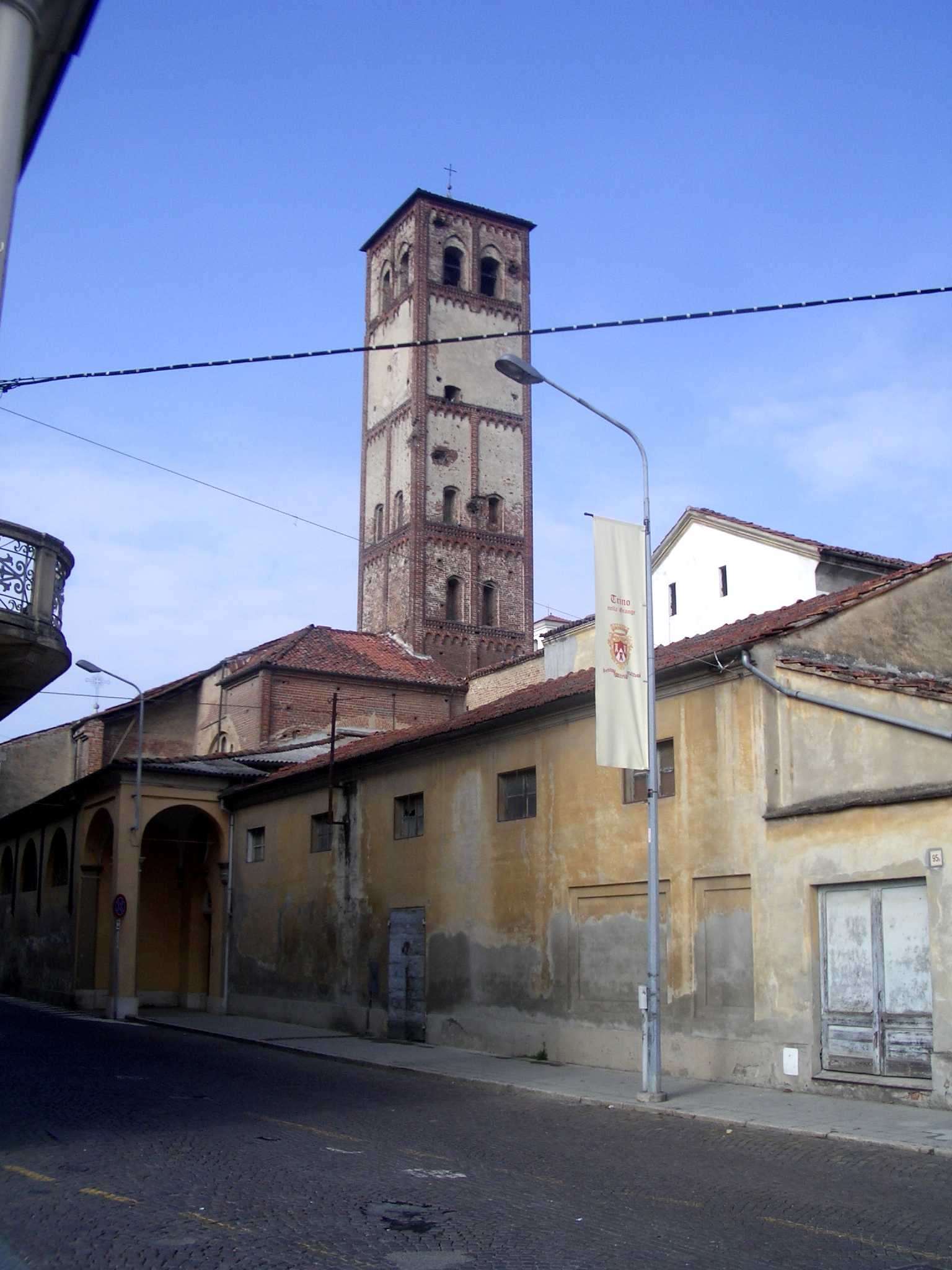
트리노 종탑

트리노(이탈리아어: Trino)는 이탈리아 피에몬테주 베르첼리도에 위치한 코무네로 면적은 70.6km2, 높이는 120m, 인구는 7,490명(2012년 12월 31일 기준), 인구 밀도는 110명/km2이다. 토리노에서 북동쪽으로 약 50km, 베르첼리에서 남서쪽으로 약 15km 정도 떨어진 곳에 위치한다.

## 자매 도시
- 프랑스 쇼비니
- 독일 가이젠하임
- 부르키나파소 방포라